# Fjordia
Fjordia is een geslacht van weekdieren uit de klasse van de Gastropoda (slakken).

## Soorten
- Fjordia browni (Picton, 1980)
- Fjordia capensis (Thiele, 1925)
- Fjordia chriskaugei Korshunova, Martynov, Bakken, Evertsen, Fletcher, Mudianta, Saito, Lundin, Schrödl & Picton, 2017
- Fjordia insolita (Garcia-Gomez & Cervera, 1989)
- Fjordia lineata (Lovén, 1846) = Witgestreepte waaierslak